# 下竹水库
下竹水库，位于广东省肇庆市怀集县蓝钟镇境内，是马宁水上游的一座中型水库。始建于1958年9月，1960年6月停建，1978年10月完工。水库现控制流域面积110.4平方千米。水库挡水坝为浆砌石重力坝，坝高51米，坝长130米。水库以灌溉为主、结合防洪发电等综合利用。水库灌溉耕地面积5333.3公顷，使怀集县产粮区旱涝保收。坝后电站总装机容量4000万千瓦，年均发电量1000万千瓦时。